# Медвей (Массачусетс)
Медвей (англ. Medway) — місто (англ. town) в США, в окрузі Норфолк штату Массачусетс. Населення — 13 115 осіб (2020).

## Демографія
Згідно з переписом 2010 року, у місті мешкали 12 752 особи в 4435 домогосподарствах у складі 3444 родин. Було 4613 помешкання
Расовий склад населення:
| - 95,0 % — білих - 2,2 % — азіатів - 1,0 % — чорних або афроамериканців - 0,2 % — корінних американців |

До двох чи більше рас належало 1,3 %. Частка іспаномовних становила 2,0 % від усіх жителів.
За віковим діапазоном населення розподілялося таким чином: 28,1 % — особи молодші 18 років, 61,5 % — особи у віці 18—64 років, 10,4 % — особи у віці 65 років та старші. Медіана віку мешканця становила 41,2 року. На 100 осіб жіночої статі у місті припадало 94,8 чоловіків;  на 100 жінок у віці від 18 років та старших — 91,2 чоловіків також старших 18 років.
Середній дохід на одне домашнє господарство  становив 142 572 долари США (медіана — 115 432), а середній дохід на одну сім'ю — 165 844 долари (медіана — 139 894). Медіана доходів становила 84 563 долари для чоловіків та 65 575 доларів для жінок. За межею бідності перебувало 5,3 % осіб, у тому числі 6,0 % дітей у віці до 18 років та 6,4 % осіб у віці 65 років та старших.
Цивільне працевлаштоване населення становило 7641 особа. Основні галузі зайнятості: освіта, охорона здоров'я та соціальна допомога — 25,8 %, науковці, спеціалісти, менеджери — 14,6 %, виробництво — 10,7 %, фінанси, страхування та нерухомість — 10,0 %.